# Palazzo San Gervasio
Pour les articles homonymes, voir Palazzo (homonymie).
Palazzo San Gervasio est une commune italienne d'environ 4 760 habitants, située dans la province de Potenza, dans la région Basilicate, en Italie méridionale.

## Administration
| Période                                  | Période | Identité       | Étiquette | Qualité |
| ---------------------------------------- | ------- | -------------- | --------- | ------- |
| 2012                                     |         | Michele MASTRO |           |         |
| Les données manquantes sont à compléter. |         |                |           |         |

### Communes limitrophes
Acerenza, Banzi, Forenza, Genzano di Lucania, Maschito, Spinazzola, Venosa